# Criciova

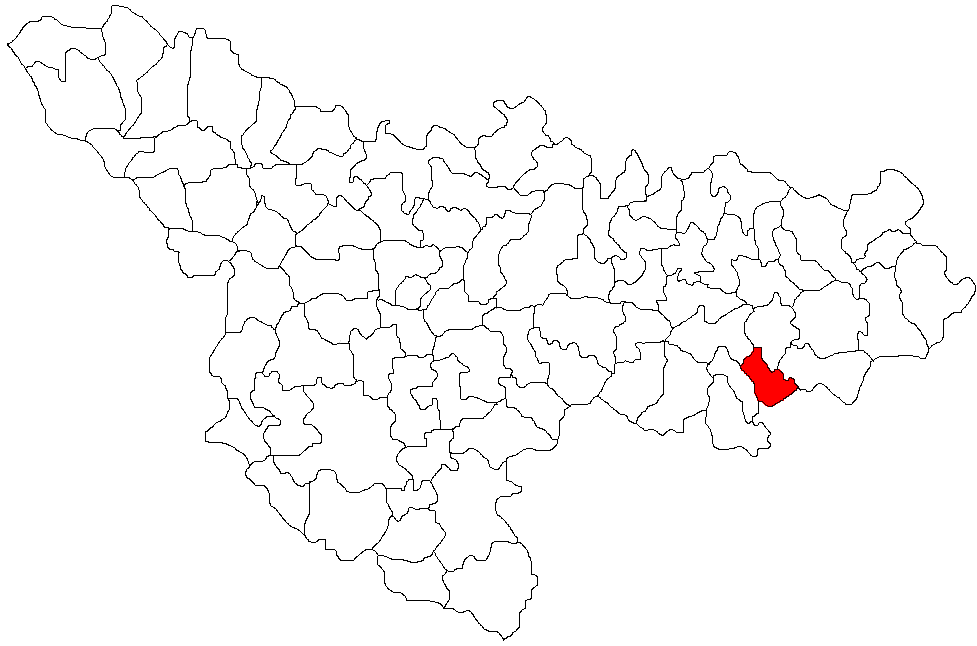
Lage der Gemeinde Criciova im Kreis Timiș

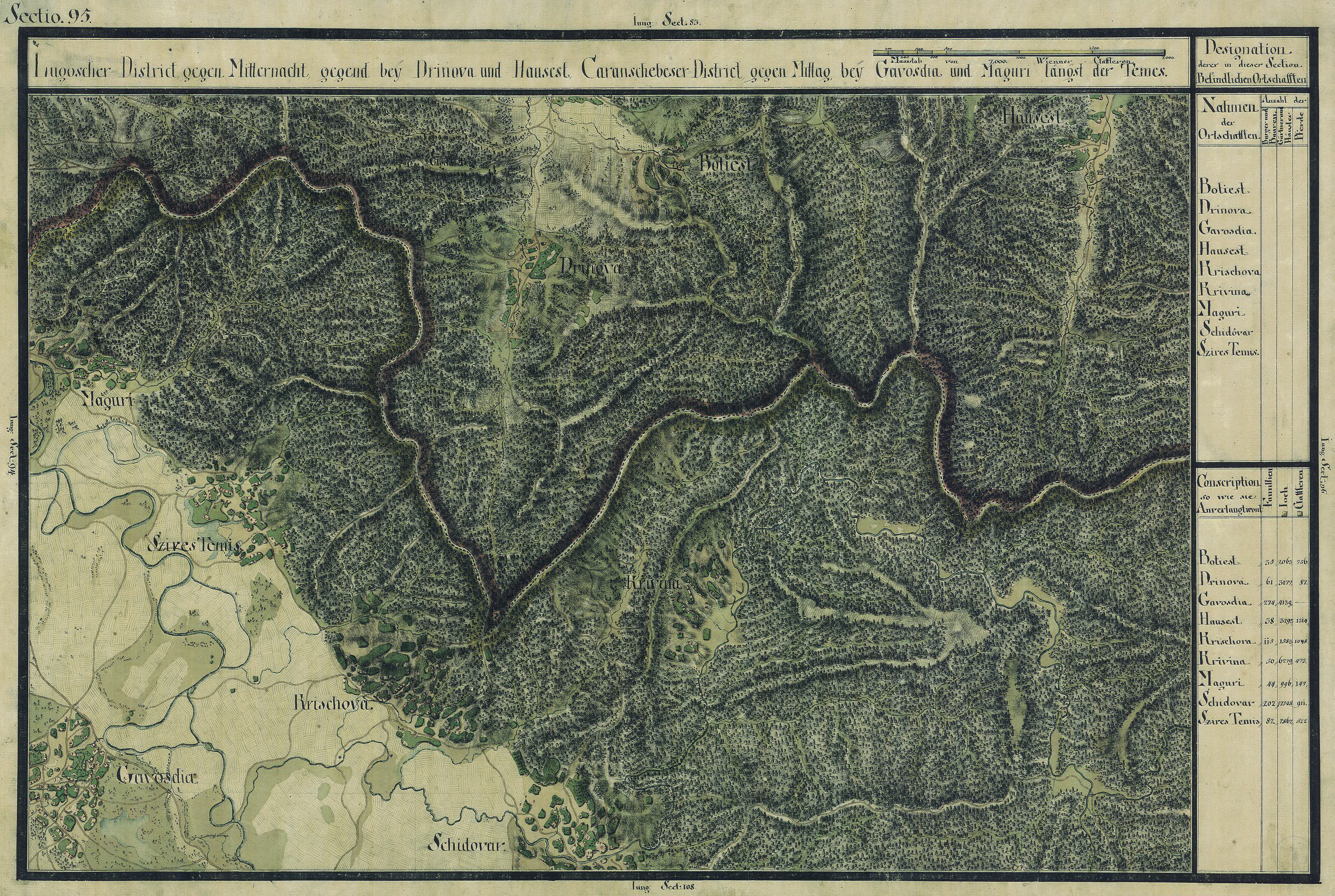
Criciova auf der Josephinischen Landaufnahme (1769–1772)

Criciova (ungarisch Kricsó, serbisch-kyrillisch Кричова, Kričova) ist eine Gemeinde im Kreis Timiș, in der Region Banat, im Südwesten Rumäniens. Zu der Gemeinde Criciova gehören auch die Dörfer Cireșu, Cireșu Mic und Jdioara.

## Geografische Lage
Criciova liegt im Osten des Kreises Timiș, an der Kreisstraße DJ 681, in 77,3 km Entfernung von Timișoara und 17,3 km von Lugoj.

## Nachbarorte
| Cireșu   | Drinova                                     | Crivina |
| Gavojdia | Kompassrose, die auf Nachbargemeinden zeigt | Nădrag  |
| Știuca   | Jena                                        | Jdioara |

## Geschichte
1223 wurde erstmals eine Siedlung auf dem Gebiet der heutigen Gemeinde Criciova erwähnt. Archäologische Ausgrabungen bezeugen die Existenz menschlichen Lebens auf dem Areal der Gemeinde seit dem 1. Jahrhundert.
Im Laufe der Jahrhunderte hatte der Ort verschiedene ungarische Bezeichnungen Kricsiovai, Krichcjova, Kristova, Krise.
Auf der Josephinischen Landaufnahme von 1717, war der Ort Krischova eingetragen. Nach dem Frieden von Passarowitz (1718), als das Banat eine Habsburger Krondomäne wurde, war Krischova Teil des Temescher Banats. 
Am 4. Juni 1920 wurde das Banat infolge des Vertrags von Trianon dreigeteilt. Der größte, östliche Teil, zu dem auch Criciova gehört, fiel an das Königreich Rumänien. Seitdem ist Criciova die amtliche Bezeichnung der Gemeinde.

## Demografie
Die Bevölkerungsentwicklung der Gemeinde Criciova:
| 1880 | 2464 | 2323 | 32 | 89 | 20                |
| 1910 | 3318 | 2659 | 29 | 33 | 597               |
| 1930 | 3504 | 2389 | 5  | 11 | 1099              |
| 1977 | 2310 | 1905 | 6  | -  | 399               |
| 2002 | 1716 | 1472 | 6  | 1  | 237               |
| 2021 | 1493 | 1261 | -  | 2  | 230 (61 Ukrainer) |